# Juan de Silva
Juan de Silva (Trujillo, ? – Malakka, 19 april 1616) was Spaans koloniaal bestuurder en ridder in de orde van Sint-Jacob. Da Silva was gouverneur-generaal van de Filipijnen van 1609 tot 1616, een periode waarin de Spaanse kolonie op de Filipijnen in toenemende mate bedreigd werd door de Hollanders.
De Silva arriveerde in april 1609 in de Filipijnen als opvolger van gouverneur-generaal Rodrigo de Vivero y Aberrucia. Hij bracht zes compagnieën aan versterkingen met zich mee. In 1610 kwam een Hollandse vloot onder leiding van viceadmiraal François de Wittert aan in Manilla. De vloot die op 22 december 1607 vanaf Texel was vertrokken blokkeerde zes maanden lang de baai van Manilla en slaagde er in die periode in om vele Chinese handelsschepen buit te maken. Eind april slaagde De Silva erin om met een haastig opgebouwde vloot de schepen van De Wittert te verrassen. Het vlaggenschip De Amsterdam werd vernietigd en De Wittert kwam daarbij om het leven.. De overwinning maakte van De Silva een rijk man. Hij kreeg een vijfde van de opbrengst, ter waarde van meer dan tweehonderdduizend Spaanse peso
De Silva's gezondheid liet hem echter in de steek. Hij kampte reeds enkele jaren met een slechte gezondheid en had de Spaanse koning al een aantal malen verzocht om vervangen te worden. Tijdens de expeditie kreeg hij hoge koorts en op 19 april 1616 kwam hij te overlijden. Zijn lichaam werd gebalsemd en door de expeditie, die nu onder leiding stond van Alonso Enriquez teruggebracht naar Manilla.
Na de dood van de gouverneur-generaal nam de Audiencia van Manilla het dagelijks bestuur van de kolonie over en werd Jerónimo de Silva, een oom van Juan, benoemd tot interim-gouverneur. In de zomer van 1618 arriveerde de nieuwe gouverneur Alons Fajardo y Tenza.